# Нечуйвітер темнуватий
Нечуйвітер темнуватий (Hieracium atrellum) — вид рослин з родини айстрових (Asteraceae), поширений у Польщі, Чехії, Словаччині, Румунії, Україні.

## Опис
Багаторічна 13–75 см. Листки густо запущені, широкі. Обгортка 10–13 мм довжиною. Кількість залозок на листочках обгорток в 5 разів перевищує кількість волосків.

## Поширення
Поширений у Польщі, Чехії, Словаччині, Румунії, Україні.
В Україні вид зростає в субальпійському і альпійському поясах — у Карпатах.